# Pararge ordona
Pararge ordona är en fjärilsart som beskrevs av Hans Fruhstorfer 1909. Pararge ordona ingår i släktet Pararge och familjen praktfjärilar. Inga underarter finns listade i Catalogue of Life.